# أويارفي
أويّارفي هي بحيرة متوسطة الحجم تقع في شمال دولة فنلندا في منطقة تجمع مياه المجرى الرئيسي لنهر جاف. وهي تقع في بلدية المنطقة الشمالية أوستروبوتني.
ويتمثل جزء كبير من البحيرة بانه ينتمي إلى برنامج حماية ناتورا 2000 نظرا لانها بيئة جيدة للطيور.

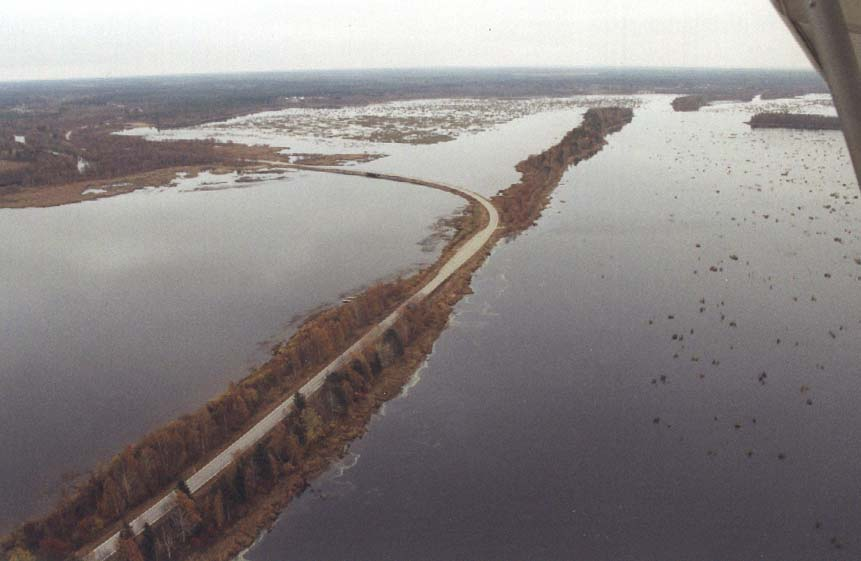
أويارفي